# Contrôle réflexif
Le contrôle réflexif est le contrôle qu'une personne exerce sur les décisions de son adversaire en lui soumettant des hypothèses,.